# Margit Rosengren
Margit Ingeborg Rosengren, född 17 mars 1901 i Katarina församling i Stockholm, död 23 mars 1952 i Stockholm, var en svensk operettsångerska (sopran) och skådespelare.

## Biografi
Rosengren hade en omfattande utbildning i sång, tal, mimik och plastik och anställdes av Albert Ranft som artistelev vid Oscarsteatern 1920. Hon fick överta rollen som Juliette Diamant i Geishan två dagar efter premiären 1920, men gjorde sin egentliga debut den 10 oktober 1920 i rollen som pagen Pueblo i operetten Don Cesar. Hon var därefter engagerad på Oscarsteatern 1920–1925 med avbrott för gästspel på Stora Teatern 1924−1925 och därefter vid bland annat Vasateatern och Odeonteatern för att återvända till Oscarsteatern 1932−1938. Där spelade hon Josepha mot Max Hansen i Vita Hästen 1935. 
Hon gästspelade vid Operan 1939-1941 och betraktas i Myggans nöjeslexikon som den tidens ledande svenska operettprimadonna. Sina sista operettroller hade hon i Blåjackor 1941 och Teaterbåten 1942 på Oscarsteatern.
Margit Rosengren medverkade även i revyer såsom 1924 i Ernst Rolfs Lyckolands-revy och i hans första Cirkusrevy 1925 och spelade också tal- och filmroller.   
Rosengren var gift 1922–1925 med disponent Kurt Jacobsson, skaparen av NK:s franska damskrädderi, 1929–1943 med författaren Erik Zetterström, mer känd som Kar de Mumma, och från 1944 med direktör Oscar Gustafsson. Hon var syster till skådespelaren Birgit Rosengren.
Margit Rosengren är begravd på Norra begravningsplatsen utanför Stockholm. 

## Filmografi
- 1927 – Hans engelska fru
- 1931 – Kärlek måste vi ha
- 1933 – Den farliga leken
- 1936 – Våran pojke
- 1948 – Glada paraden

## Teater

### Roller
| År   | Roll                     | Produktion                                                                           | Regi                           | Teater                     |
| ---- | ------------------------ | ------------------------------------------------------------------------------------ | ------------------------------ | -------------------------- |
| 1920 | Juliette Diamant         | Geishan Sidney Jones, Owen Hall och Harry Greenbank                                  |                                | Oscarsteatern              |
| 1920 | Pueblo                   | Don Cesar Rudolf Dellinger och Oscar Walther                                         | Albert Ranft och Elvin Ottoson | Oscarsteatern              |
| 1920 |                          | Se Neapel Edvin Ziedner                                                              | Carl Barcklind                 | Oscarsteatern              |
| 1920 | Fiametta                 | Boccaccio Franz von Suppé, Camillo Walzel och Richard Genée                          | Carl Barcklind                 | Oscarsteatern              |
| 1921 | Annuschka                | Sista valsen Oscar Straus                                                            | Carl Barcklind                 | Oscarsteatern              |
| 1921 |                          | Niniche Marius Boullard, Alfred Hennequin och Albert Millaud                         | Albert Ranft                   | Oscarsteatern              |
| 1921 | Fänrik Richthofen        | Tiggarstudenten Karl Millöcker, Richard Genée och Friedrich Zell                     | Elvin Ottoson                  | Oscarsteatern              |
| 1921 | Tonio                    | Kärleken vaknar Eduard Künneke                                                       | Carl Barcklind                 | Oscarsteatern              |
| 1921 | Gräsänkan                | Gräsänkan Leo Blech och August Neidhardt                                             | Carl Barcklind                 | Oscarsteatern              |
| 1921 | Fiorella                 | Frihetsbröderna Jacques Offenbach, Henri Meilhac och Ludovic Halévy                  | Albert Ranft                   | Oscarsteatern              |
| 1922 | Melissa                  | Lucullus Jean Gilbert, Rudolf Schanzer och Ernst Welisch                             | Carl Barcklind                 | Oscarsteatern              |
| 1922 | Etelka                   | Dansgrevinnan Robert Stolz                                                           | Carl Barcklind                 | Oscarsteatern              |
| 1922 | Julia de Weert           | Kusinen från Batavia Eduard Künneke, Herman Haller och Fritz Oliven                  | Elvin Ottoson                  | Oscarsteatern              |
| 1922 | Germaine                 | Cornevilles klockor Robert Planquette, Louis Clairville och Charles Gabet            | Nils Johannisson               | Oscarsteatern              |
| 1922 | Odette Darimonde         | Bajadären Emmerich Kálmán, Julius Brammer och Alfred Grünwald                        | Nils Johannisson               | Oscarsteatern              |
| 1922 | Odette Darimonde         | Bajadären Emmerich Kálmán, Julius Brammer och Alfred Grünwald                        |                                | Trondhjems Nationale Scene |
| 1923 | Maud Sumerdahl           | Katja Leopold Jacobson, Rudolph Österreicher och Jean Gilbert                        | Nils Johannisson               | Oscarsteatern              |
| 1923 | Valencienne              | Glada änkan Franz Lehár, Victor Léon och Leo Stein                                   | Nils Johannisson               | Oscarsteatern              |
| 1924 |                          | Lyckolandet, revy Ernst Rolf                                                         |                                | Oscarsteatern              |
| 1924 | Mariza                   | Grevinnan Mariza Emmerich Kálmán, Julius Brammer och Alfred Grünwald                 | Oskar Textorius                | Stora Teatern, Göteborg    |
| 1924 | Mariza                   | Grevinnan Mariza Emmerich Kálmán, Julius Brammer och Alfred Grünwald                 |                                | Scala, Köpenhamn           |
| 1925 | Mariza                   | Grevinnan Mariza Emmerich Kálmán, Julius Brammer och Alfred Grünwald                 | Nils Johannisson               | Oscarsteatern              |
| 1925 | Susanna                  | Kyska Susanna Jean Gilbert och Georg Okonkowski                                      | Gustaf Bergman                 | Stora Teatern, Göteborg    |
| 1925 |                          | Leve kvinnan, revy Ernst Rolf                                                        |                                | Cirkus                     |
| 1926 | Prinsessan Jutta         | Hollandsflickan Leo Stein, Béla Jenbach och Emmerich Kálmán                          | Oskar Textorius                | Oscarsteatern              |
| 1926 | Klara                    | Hjärtekrossaren Hermann Haller och Eduard Künneke                                    | Oskar Textorius                | Oscarsteatern              |
| 1926 | Rosemari                 | Apollon ombord Evert Taube                                                           | Oskar Textorius                | Vasateatern                |
| 1926 | Fedora Palinska          | Cirkusprinsessan Emmerich Kálmán, Julius Brammer och Alfred Grünwald                 | Oskar Textorius                | Vasateatern                |
| 1927 | Cleopatra                | Cleopatras pärlor Oscar Straus, Julius Brammer och Alfred Grünwald                   | Oskar Textorius                | Vasateatern                |
| 1927 | Grevinnan Krakowianskaja | Alexandra Albert Szirmai och Franz Martos                                            | Oskar Textorius                | Vasateatern                |
| 1927 | Mimi                     | Adjö, Mimi Ralph Benatzky, Alexander Engel och Julius Horst                          | Oskar Textorius                | Vasateatern                |
| 1928 | Dshilli Bey              | Hennes excellens Michael Krausz, Ernst Welisch och Rudolf Schanzer                   | Oskar Textorius                | Vasateatern                |
| 1928 | Sylva Varescu            | Czardasfurstinnan Emmerich Kálmán, Leo Stein och Béla Jenbach                        | Oskar Textorius                | Vasateatern                |
| 1928 |                          | Miss America Walter Bromme, Georg Okonkowsky och Willy Steinberg                     | Sigurd Wallén                  | Vasateatern                |
| 1928 |                          | Hertiginnan av Chicago Emmerich Kálmán, Julius Brammer och Alfred Grünwald           | Oskar Textorius                | Vasateatern                |
| 1928 | Eva                      | Grevinnan Eva Albert Szirmai och Frans Martos                                        | Oskar Textorius                | Vasateatern                |
| 1928 | Vera Lisaveta            | Sista valsen Oscar Straus, Julius Brammer och Alfred Grünwald                        | Oskar Textorius                | Vasateatern                |
| 1929 | Rose Marie La Flamme     | Rose Marie Rudolf Friml, Herbert Stothart, Otto Harbach och Oscar Hammerstein        | Gustaf Bergman                 | Vasateatern                |
| 1929 |                          | Rolfs Chinarevy, revy Ernst Rolf                                                     |                                | Chinateatern               |
| 1929 | Fedora Palinska          | Cirkusprinsessan Emmerich Kálmán, Julius Brammer och Alfred Grünwald                 | Oskar Textorius                | Vasateatern                |
| 1930 | Anna                     | Hotell Stadt Lemberg Jean Gilbert och Ernst Neubach                                  | Adolf Niska                    | Vasateatern                |
| 1931 |                          | Sjö och fart, revy Karl Gerhard                                                      |                                | Folkteatern i Göteborg     |
| 1931 | Viktoria                 | Viktorias husar Paul Abraham, Emmerich Földes, Alfred Grünwald och Fritz Löhner-Beda | Oskar Textorius                | Odéonteatern               |
| 1931 | Mozart                   | Mozart Sacha Guitry                                                                  | Ragnar Hyltén-Cavallius        | Oscarsteatern              |
| 1931 | Mimi                     | Adjö, Mimi Ralph Benatzky, Alexander Engel och Julius Horst                          | Oskar Textorius                | Odeonteatern, Stockholm    |
| 1932 | Prinsessan Laya          | Blomman från Hawaii Paul Abraham, Alfred Grünwald och Fritz Löhner-Beda              | Oskar Textorius                | Odéonteatern               |
| 1932 | Margot Bonvalet          | Ökensången Oscar Hammerstein, Otto Harbach, Frank Mandel och Sigmund Romberg         | Nils Johannisson               | Oscarsteatern              |
| 1933 | Leona de Castro          | De tre musketörerna Rudolf Schantzer, Ernst Welisch och Ralph Benatzky               | Nils Johannisson               | Oscarsteatern              |
| 1933 |                          | Lycka på resan! Max Bertusch, Kurt Schwabach och Eduard Künneke                      | Nils Johannisson               | Oscarsteatern              |
| 1933 | Margarita                | Nymånen Oscar Hammerstein, Laurence Schwab, Frank Mandel och Sigmund Romberg         | Harry Stangenberg              | Oscarsteatern              |
| 1934 | Daisy Parker             | Bal på Savoy Paul Abraham, Alfred Grünwald och Fritz Löhner-Beda                     | Gösta Ekman                    | Oscarsteatern              |
| 1934 | Kejsarinnan Carolina Pia | Djävulsryttaren Emmerich Kálmán, Rudolf Schanzer och Ernst Welisch                   | Nils Johannisson               | Oscarsteatern              |
| 1934 | Anna Elisa               | Paganini Paul Kneppler, Beda Jenbach och Franz Lehár                                 | Harry Stangenberg              | Oscarsteatern              |
| 1934 | Jadja Milewska-Palotay   | Jadja Alfred Grünwald, Ludwig Herzer och Robert Stolz                                | Karl Kinch                     | Stora Teatern, Göteborg    |
| 1934 | Jadja Milewska-Palotay   | Furstinnan Jadja Alfred Grünwald, Ludwig Herzer och Robert Stolz                     | Nils Johannisson               | Oscarsteatern              |
| 1935 | Maya                     | Maya Imre Harmath, Rudolf Schantzer, Ernst Welisch och Szabolcs Fényes               | Nils Johannisson               | Oscarsteatern              |
| 1935 | Josepha                  | Vita hästen Hans Müller och Ralph Benatzky                                           | Max Hansen                     | Oscarsteatern              |
| 1937 | Jill Darling             | Jill Darling Marriott Edgar och Vivian Ellis                                         | Karl Kinch                     | Oscarsteatern              |
| 1937 | Vera Lisaveta            | Sista valsen Oscar Straus, Julius Brammer och Alfred Grünwald                        | Oskar Textorius                | Stora Teatern              |
| 1937 |                          | Prinsessan av Oranien Walter Goetze                                                  |                                | Hippodromen                |
| 1937 |                          | Nymånen Oscar Hammerstein, Laurence Schwab, Frank Mandel och Sigmund Romberg         | Harry Stangenberg              | Stora Teatern, Göteborg    |
| 1937 |                          | Sista valsen Oscar Straus                                                            | Oskar Textorius                | Stora Teatern, Göteborg    |
| 1937 | Gloria Mills             | Axel i sjunde himlen Paul Morgan, Hans Schütz och Ralph Benatzky                     | Max Hansen                     | Vasateatern                |
| 1938 |                          | Balalaika George Posford, Bernhard Grün och Eric Maschwitz                           | Nils Johannisson               | Stora Teatern, Göteborg    |
| 1939 | Hanna Glawari            | Glada änkan Franz Lehár                                                              | Ragnar Hyltén-Cavallius        | Kungliga Operan            |
| 1940 | Hanna Glawari            | Glada änkan Franz Lehár                                                              |                                | Stora Teatern, Göteborg    |
| 1940 | Sylva Varescu            | Czardasfurstinnan Emmerich Kálmán, Leo Stein och Béla Jenbach                        |                                | Kungliga Operan            |
| 1940 | Sylva Varescu            | Czardasfurstinnan Emmerich Kálmán, Leo Stein och Béla Jenbach                        |                                | Stora Teatern, Göteborg    |
| 1941 | Mariza                   | Grevinnan Mariza Emmerich Kálmán, Julius Brammer och Alfred Grünwald                 |                                | Kungliga Operan            |
| 1941 |                          | Dollarprinsessan Leo Fall, Alfred Maria Willner och Fritz Grünbaum                   | Lars Egge                      | Stora Teatern, Göteborg    |
| 1942 |                          | Blåjackor Lajos Lajtai                                                               | Leif Amble-Naess               | Oscarsteatern              |
| 1942 | Magnolia                 | Teaterbåten Jerome Kern och Oscar Hammerstein II                                     | Leif Amble-Naess               | Oscarsteatern              |

## Rollfoton

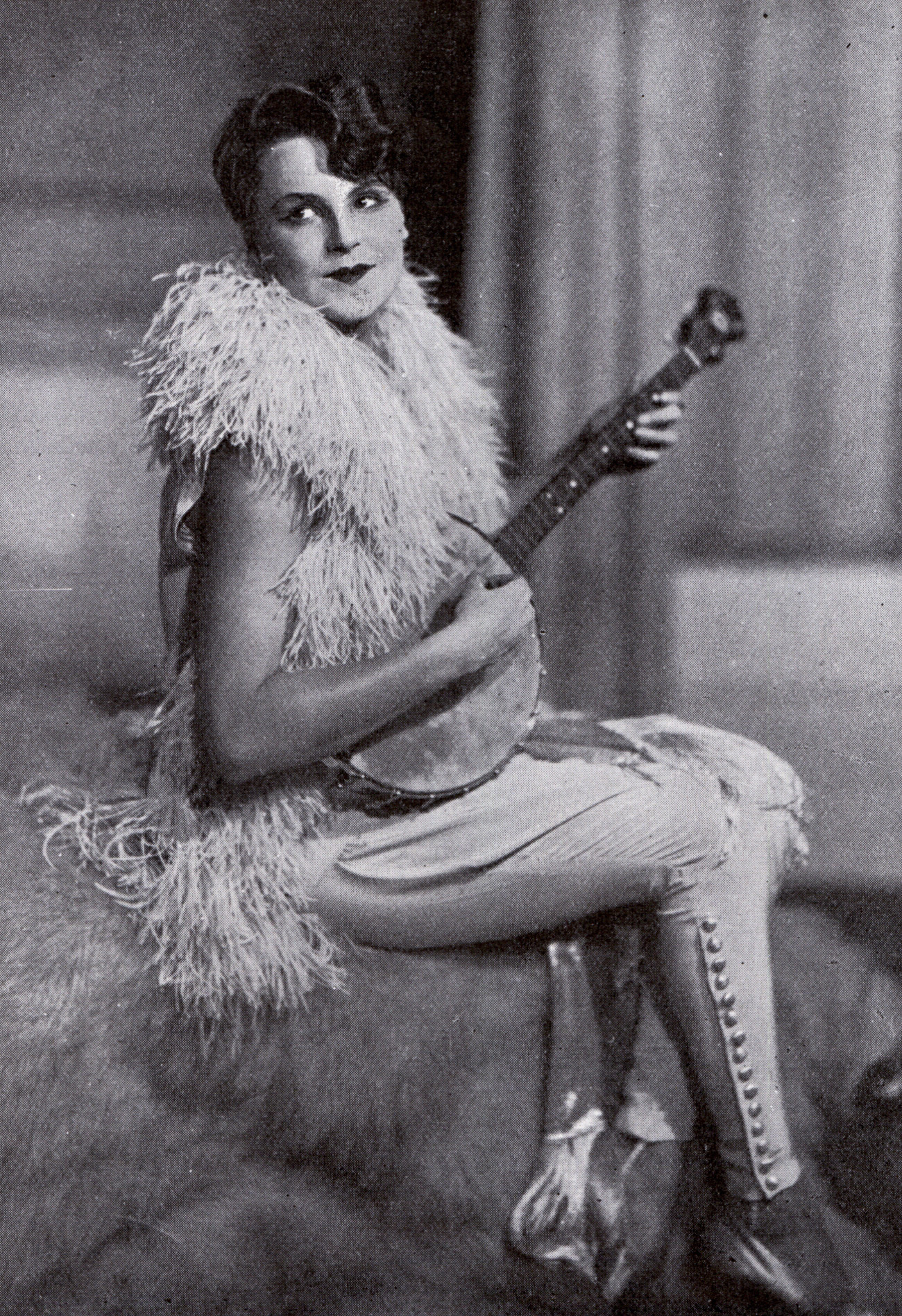
Som Mimi i operetten Adjö Mimi, 1927.
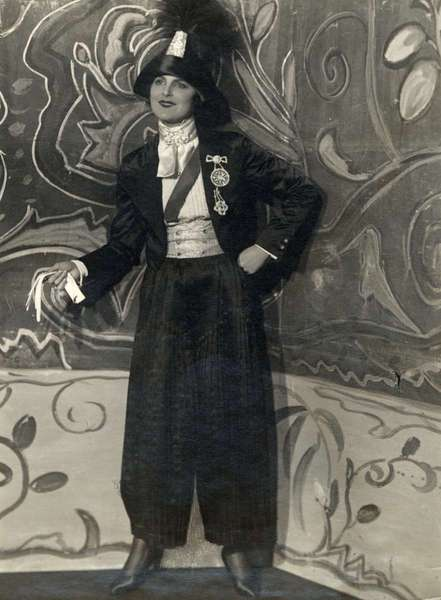
I Hennes excellens på Vasateatern, 1928.
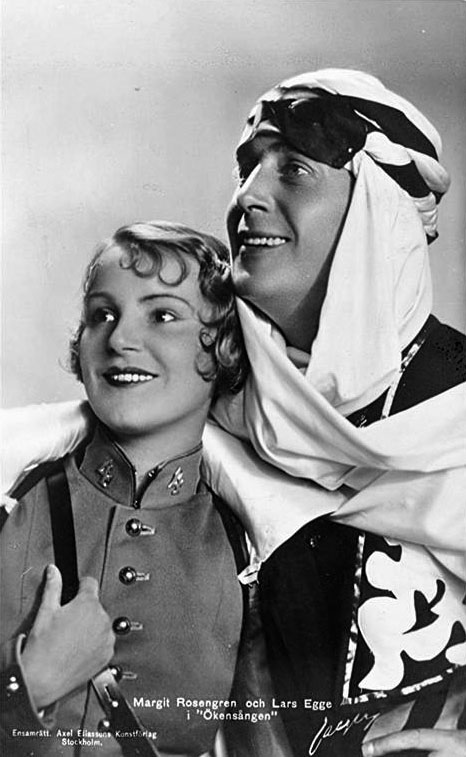
Tillsammans med Lars Egge i Ökensången på Oscarsteatern, 1932.
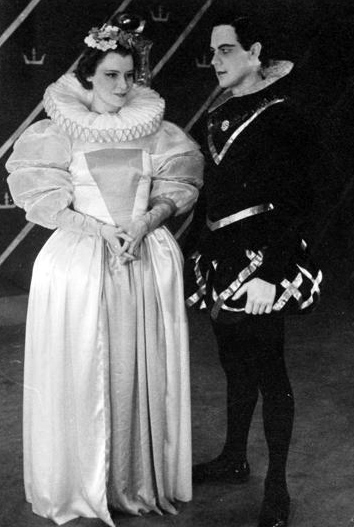
Tillsammans med Ture Aro i Prinsessan av Oranien på Hippodromen, 1937
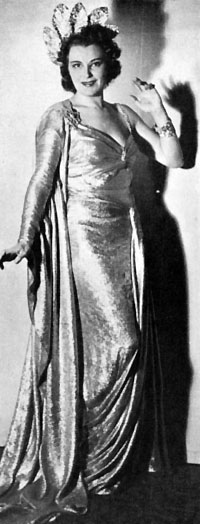
Grevinnan Mariza på Kungliga Operan 1941. Rosengren i titelrollen iklädd lamétoalett.